# Vorderfuß
Als Vorderfuß bezeichnet man bei Landwirbeltieren das Pendant zur menschlichen Hand, also das Ende der vorderen Extremität. Der anatomische Aufbau variiert stark, da der Vorderfuß im Lauf der Evolution größere Funktionswechsel (z. B. als Lauf-, Greif-, Grabwerkzeug usw.) durchgemacht hat. Eine extreme Spezialisierung stellen die Pferde innerhalb der Unpaarhufer dar, bei denen die Mittelhandknochen und Finger bis auf den mittleren Strahl weitgehend reduziert sind.
| Handskelette bei Säugetieren (aus Meyers Konversationslexikon 1888) Von links nach rechts: Orang-Utan, Hund, Schwein, Rind, Tapir, Pferd |
| Abkürzungen: - U: Elle - R: Speiche - A–G, P, Cc: Handwurzelknochen - A: Kahnbein - B: Mondbein - C: Dreiecksbein - D: großes Vieleckbein - E: kleines Vieleckbein - F: Kopfbein - G: Hakenbein - P: Erbsenbein - Cc: Os centrale Carpi - M: Mittelhand - 1 bis 5 bezeichnen die Finger (1 = Daumen) |